# Temporada de ciclones no Pacífico Sul de 2018-2019
A temporada de ciclones do Pacífico Sul de 2018–1919 foi uma temporada abaixo da média que produziu 5 ciclones tropicais, 2 dos quais se tornaram ciclones tropicais severos. A temporada ocorreu oficialmente de 1 de novembro de 2018 a 30 de abril de 2019, no entanto, um ciclone tropical poderia se formar a qualquer momento entre 1 de julho de 2018 e 30 de junho de 2019 e contaria para o total da temporada. Durante a temporada, os ciclones tropicais são monitorados oficialmente pelo Serviço Meteorológico de Fiji (FMS), pelo Bureau de Meteorologia da Austrália (BOM) e pelo MetService da Nova Zelândia. As Forças Armadas dos Estados Unidos, por meio do Joint Typhoon Warning Center(JTWC), também monitoram a bacia e emitem avisos não oficiais para os interesses americanos. O FMS atribui um número e um sufixo F às perturbações tropicais que se formam ou se movem para a bacia, enquanto o JTWC designa ciclones tropicais significativos com um número e um sufixo P. O FMS, BoM e MetService usam a escala de intensidade do ciclone tropical australiano e estimam as velocidades do vento em um período de dez minutos, enquanto o JTWC estimou ventos sustentados em um período de 1 minuto, que são subsequentemente comparados com a escala de vento do furacão Saffir-Simpson (SSHWS)
| Fonte/Recorde                                                                 | Tropical Ciclone         | Ciclone tropical severo | Ref.           |
| ----------------------------------------------------------------------------- | ------------------------ | ----------------------- | -------------- |
| Recorde alto:                                                                 | 1997–98: 16              | 1982–83: 10             | [ 1 ]          |
| Recorde baixo:                                                                | 2011–12: 3               | 2008–09: 0              | [ 1 ] [ 2 ]    |
| Média (1969–70 – 2017–18):                                                    | 7.1                      | —                       | [ 2 ]          |
| NIWA outubro                                                                  | 7-11                     | 4                       | [ 3 ]          |
| Serviço Meteorológico de Fiji                                                 | 7-9                      | 2-4                     | [ 2 ]          |
| Região                                                                        | Chance de acima da média | Númerio médio           | Atividade real |
| Oeste do Pacífico Sul                                                         | 53%                      | 7                       | 6              |
| Leste do Pacífico Sul                                                         | 43%                      | 4                       | 4              |
| Fonte: Perspectiva da Temporada de Ciclones Tropicais do Pacífico Sul do BOM. |                          |                         |                |

Antes do início formal da temporada de ciclones, o Fiji Meteorological Service (FMS), o Australian Bureau of Meteorology (BoM), o MetService da Nova Zelândia e o National Institute of Water and Atmospheric Research (NIWA) e vários outros serviços meteorológicos do Pacífico contribuíram para a Ilha Atualização das perspectivas de ciclones tropicais da Climate Update, lançadas em outubro de 2018. A perspectiva levou em consideração as condições ENSO neutras que foram observadas no Pacífico e as estações analógicas que tiveram condições ENSO neutras e El Niño ocorrendo durante a temporada. A perspectiva apontava para um número quase médio de ciclones tropicais para a temporada 2018–19, com sete a onze ciclones tropicais nomeados, previstos para ocorrer entre 135°E e 120°W em comparação com uma média de cerca de 10. Esperava-se que pelo menos três dos ciclones tropicais se intensificassem ainda mais e se tornassem ciclones tropicais severos, enquanto foi notado que um ciclone tropical severo de categoria 5 poderia ocorrer durante a temporada.
Além de contribuir para as perspectivas da Atualização Climática da Ilha, o FMS e o BoM emitiram suas próprias previsões sazonais para a região do Pacífico Sul. O BoM emitiu duas previsões sazonais para o Oceano Pacífico Sul, para suas regiões autodefinidas leste e oeste do Oceano Pacífico Sul. Eles previram que a região oeste entre 142,5°E e 165°E tinha 48% de chance de ver atividade acima de sua média de 7 ciclones tropicais. O BoM também previu que a região leste, entre 165°E e 120°W, tinha 55% de chance de ver atividade acima de sua média de 4 ciclones tropicais. Dentro de suas perspectivas, o FMS previu que entre sete e nove ciclones tropicais ocorreriam dentro da bacia, em comparação com uma média de cerca de 7,1 ciclones. Esperava-se que pelo menos dois dos ciclones tropicais se intensificassem ainda mais e se tornassem ciclones tropicais severos de categoria 3 ou superior.
Tanto a Atualização do Clima da Ilha quanto as perspectivas de ciclones tropicais do FMS avaliaram o risco de um ciclone tropical afetar uma determinada ilha ou território. O Island Climate Update Outlook previu que as Ilhas Austrais, Samoa Americana, Ilhas Cook e Samoa tinham uma chance elevada, enquanto as Ilhas Cook do Norte tinham uma chance normal a elevada de serem afetadas por um ciclone tropical. Eles também previram que Fiji, Niue, Papua Nova Guiné, Tonga, Tokelau, Tuvalu, Wallis e Futuna, a Sociedade e as Ilhas Salomão tiveram um risco quase normal de serem impactados. A perspectiva observou que Vanuatu e Nova Caledônia tinham um risco normal a reduzido de serem afetados por vários ciclones tropicais, enquanto era considerado improvável que as Ilhas Pitcairn, Kiribati e partes da Polinésia Francesa, como as Ilhas Marquesas e o Arquipélago de Tuamotu, fossem afetados por um ciclone tropical. A perspectiva do FMS previu que Tuvalu, Wallis e Futuna, Tokelau, Samoa, Niue, Cook, Society e Austral Islands tinham uma chance maior de serem afetados por um ciclone tropical. Suas perspectivas também previam que as Ilhas Salomão, Vanuatu, Fiji, Tonga, as Ilhas Pitcairn e o Arquipélago de Tuamotu e as Ilhas Gambier tinham uma chance normal de serem afetadas por um ciclone tropical. Também foi observado que a Nova Caledônia teve uma chance reduzida de ser afetada por um ciclone tropical, enquanto a atividade de ciclones tropicais perto de Kiribati e das Ilhas Marquesas foi considerada improvável. O FMS considerou que havia um risco aumentado de Wallis e Futuna, Cook, Society e as Ilhas Austrais serem afetadas por pelo menos um ciclone tropical severo, enquanto outras áreas como Fiji, Nova Caledônia, Niue, Ilhas Salomão, Tokelau, Samoa, Tonga e Niue tiveram uma chance normal a reduzida de serem afetados por um ciclone tropical severo.

## Sistemas

### Ciclone tropical Liua
Um distúrbio que se formou inicialmente na bacia da região australiana cruzou para a bacia do Pacífico Sul em 26 de setembro e se fortaleceu, e foi designado como depressão tropical 01F pelo RSMC Nadi. No final de 26 de setembro, a tempestade se intensificou em um ciclone tropical e recebeu o nome de Liua. Liua é o ciclone tropical nomeado de formação mais antiga na bacia do Pacífico Sul desde o início dos registros confiáveis, superando o ciclone Lusi em 1997.

### Distúrbio tropical 02F
Durante o dia 11 de novembro, o FMS informou que o distúrbio tropical 02F havia desenvolvido cerca de 340 km ao norte-nordeste de Honiara nas Ilhas Salomão. Nesta fase, o sistema estava localizado dentro de uma área de baixo cisalhamento vertical do vento, enquanto a convecção profunda em torno da circulação de baixo nível do sistema estava mal organizada. Nos dias seguintes, a organização do sistema melhorou ligeiramente à medida que se movia para sudeste, antes de ser observada pela última vez em 16 de novembro, enquanto localizada a cerca de 575 km ao nordeste de Porto Vila em Vanuatu.

### Depressão tropical 03F
Durante o dia 28 de dezembro, o FMS informou que o distúrbio tropical 03F havia se desenvolvido dentro de um vale de baixa pressão, cerca de 685 km a leste de Honiara nas Ilhas Salomão. A perturbação foi localizada dentro de um ambiente favorável para um maior desenvolvimento ao sul de uma cordilheira de nível superior, enquanto a convecção atmosférica profunda persistiu sobre a circulação alongada de baixo nível do sistema. No dia seguinte, à medida que a organização do sistema melhorava, o FMS transferiu o sistema para perto da Ilha Salomão de San Cristobal. Posteriormente, o sistema moveu-se para o leste através da província de Temotu e desenvolveu-se gradualmente, antes de ser classificado como uma depressão tropical em 30 de dezembro. Ele se dissipou em 1º de janeiro.

### Ciclone tropical Mona
Mona entrou nesta bacia como uma baixa tropical da bacia da região australiana. O sistema então se intensificou na depressão tropical 04F em 3 de janeiro. Mais tarde naquele dia, intensificou-se em um ciclone de categoria 1 na escala australiana e foi nomeado Mona. Ele atingiu o pico como um ciclone tropical de categoria 2. Em 7 de janeiro, o sistema se dissipou.
Cerca de 2.000 pessoas se abrigaram em 40 centros de evacuação durante o fim de semana, e trinta estradas foram fechadas, principalmente devido a inundações e alguns deslizamentos de terra. As pessoas do grupo Lau foram avisadas para esperarem fortes tempestades e fortes chuvas enquanto Mona seguia para o sul, antes de fazer um arco para sudoeste sobre Fiji nas próximas 24 horas.

### Distúrbio tropical 05F
Em 31 de dezembro, o FMS notou a formação do distúrbio tropical 05F. A perturbação atingiu o pico de 998 mbar. Após seu pico de intensidade, a perturbação iniciou uma tendência de enfraquecimento que continuou até 2 de janeiro, quando a perturbação se dissipou completamente.

### Depressão tropical 06F
Em 3 de fevereiro, a depressão tropical 06F se formou ao norte de Fiji. O sistema moveu-se na direção sudeste e foi previsto que atingiria o status de Categoria 1 enquanto o sistema estava localizado a NNW da Ilha Niua Fo'ou. No entanto, devido ao forte cisalhamento do vento e ao ar frio que flui do sul do sistema, 06F não foi nomeado. Tonga foi amplamente afetado pelo TD 06F. Na ilha, ventos fortes arrasaram as plantações e plantações de banana, principalmente a mandioca. O sistema interrompeu as escolas e o transporte. Todas as escolas foram canceladas na sexta-feira, 8 de fevereiro, e todos os transportes marítimos e aéreos foram interrompidos. Ele se dissipou em 9 de fevereiro.
No sábado, o alerta de alerta de ciclone e vendaval emitido para Tonga em relação ao TD 06F foi suspenso. No entanto, outro alerta de formação de ciclone tropical foi emitido junto com novos avisos sobre o segmento de TD 07F (que mais tarde se tornou Neil), que se formou recentemente ao norte de Fiji. O TD 06F foi um dos 4 sistemas tropicais a impactar diretamente a nação insular (os outros são o ciclone tropical Neil, a depressão tropical 08F e a depressão tropical 10F) em 1 semana.

### Ciclone tropical Neil
Em 8 de fevereiro, uma baixa tropical evoluiu para a depressão tropical 07F. O sistema se intensificou em um ciclone tropical de categoria 1 em 9 de fevereiro de 2019 e recebeu o nome de Neil. O sistema atingiu seu pico de intensidade mais tarde naquele dia com ventos sustentados de 10 minutos de 65 km/h. Em 10 de fevereiro, Neil enfraqueceu em uma depressão tropical, antes de se dissipar logo depois. Tonga emitiu avisos para Neil enquanto estava ativo, mas retirou esses avisos assim que a tempestade enfraqueceu. Nenhum dano estrutural foi relatado pela tempestade.

### Ciclone tropical severo Oma
Em 7 de fevereiro, uma baixa tropical se desenvolveu dentro de um vale de monção ativo, ao longo da costa de Vanuatu.
A baixa cruzou a Bacia do Pacífico Sul e começou a se intensificar em um ciclone tropical em 11 de fevereiro, ganhando o nome de Oma e atingindo rapidamente a intensidade do ciclone tropical de categoria 2.
Em seguida, fortaleceu-se em um ciclone tropical severo em 15 de fevereiro, atingindo seu pico de intensidade inicial em 16 de fevereiro, como um ciclone tropical de categoria 3 na escala da região australiana. Oma enfraqueceu brevemente em 17 de fevereiro, antes de se fortalecer novamente em um ciclone tropical severo e atingir seu pico de intensidade em 19 de fevereiro. Oma saiu da bacia do Pacífico Sul e voltou para a região australiana como um ciclone tropical em 21 de fevereiro. Oma enfraqueceu para um ciclone tropical de categoria 2 enquanto se aproximava da costa australiana. Em 22 de fevereiro, o ciclone tropical Oma cruzou a bacia do Pacífico Sul mais uma vez. No final de 22 de fevereiro, Oma fez a transição para um ciclone subtropical, enquanto virava para o nordeste. Nos dias seguintes, Oma continuou à deriva para nordeste, enfraquecendo ainda mais em uma depressão subtropical em 25 de fevereiro. Em 27 de fevereiro, Oma virou para o leste, enquanto estava situado sobre Vanuatu, e a tempestade posteriormente se dissipou em 28 de fevereiro.
Chuvas fortes e persistentes, ondas prejudiciais e ventos fortes atingiram as províncias do norte de Malampa, Sanma, Torba em Vanuatu por vários dias. A tempestade inundou comunidades costeiras em 17 de fevereiro, estendendo-se por 50 m para o interior em algumas áreas. Múltiplas casas construídas tradicionalmente foram destruídas enquanto as enchentes dos rios transbordavam e destruíam as estradas. Os ventos fortes derrubaram árvores em toda a região afetada. As comunicações com Torba foram interrompidas, com as autoridades impossibilitadas de chegar às Ilhas Torres.
Ventos prejudiciais até 140 km/h e as fortes chuvas do ciclone atingiram a Nova Caledônia, deixando milhares de moradores sem energia e isolando algumas aldeias. A agricultura foi particularmente atingida com perdas relatadas em todas as províncias. O governo francês declarou estado de calamidade, direcionado à agricultura, para toda a ilha que liberou ₣ 150 milhão (US$ 1,43 milhões) para recuperação.
Oma afundou um graneleiro perto das Ilhas Salomão e resultou em um derramamento de óleo. O custo da limpeza foi de cerca de US$ 50 milhão.

### Ciclone tropical severo Pola
Durante o dia 23 de fevereiro, o FMS informou que o distúrbio tropical 11F havia se desenvolvido, cerca de 525 km ao noroeste de Apia, Samoa. O sistema gradualmente se organizou enquanto se movia lentamente para o sul. Situado em um ambiente com temperaturas da superfície do mar de 28 a 30 graus Celsius e baixo cisalhamento vertical do vento, o sistema se intensificou no ciclone tropical Pola em 26 de fevereiro. Mais tarde naquele dia, Pola se intensificou em um ciclone tropical de categoria 2, antes de se tornar um ciclone tropical severo em 27 de fevereiro. Em 28 de fevereiro, o sistema atingiu seu pico de intensidade, como um ciclone tropical de categoria 4 na escala australiana, com ventos sustentados de 10 minutos de 169 km/h (105 mph) e uma pressão central mínima de 950 hPa (mbar). Em 1º de março, Pola começou a enfraquecer ao virar para o leste, como resultado das temperaturas mais baixas da superfície do mar e do cisalhamento de um sistema de alta pressão sobre a Nova Zelândia. No início de 2 de março, Pola enfraqueceu em uma depressão subtropical, antes de se dissipar mais tarde naquele dia.

### Depressão tropical 12F
Em 16 de maio, o FMS começou a rastrear uma perturbação para possível desenvolvimento de ciclones ao norte de Fiji, em um ambiente de vento moderado e temperaturas da superfície do mar de 30 °C (86 °F). Em 18 de maio, o FMS classificou o sistema como uma depressão tropical, dando-lhe o identificador 12F, e eles previram que o sistema atingiria a intensidade do ciclone tropical dentro de 12 a 24 horas e, finalmente, atingiria ventos sustentados de 10 minutos de 85 km/h. Mais tarde, no mesmo dia, o 12F começou a se mover em direção ao sudeste, e o FMS informou que era improvável que o sistema se intensificasse ainda mais, devido ao cisalhamento do vento moderadamente alto na área.

### Outros sistemas
Em 7 de maio, o Bureau of Meteorology (BOM) informou que uma fraca baixa tropical havia se desenvolvido dentro de um vale de baixa pressão, a leste das Ilhas Salomão. Nos dias seguintes, o sistema moveu-se gradualmente para o sudoeste e mudou-se para a região australiana em 10 de maio, onde mais tarde se desenvolveu em um ciclone tropical de categoria 2 e recebeu o nome de Ann do BOM.

## Efeitos da temporada
Esta tabela lista todas as tempestades que se desenvolveram no Pacífico Sul a leste da longitude 160°E durante a temporada 2018–19. Inclui sua intensidade na escala de intensidade de ciclones tropicais australianos, duração, nome, desembarques, mortes e danos. Todos os dados são obtidos do FMS e/ou MetService, e todos os valores de danos estão em USD de 2018.
| Nome                | Datas ativo                   | Classificação máxima                | Velocidade de vento sustentados | Pressão               | Áreas afetadas                         | Danos (USD) | Fatalidades | Refs |
| ------------------- | ----------------------------- | ----------------------------------- | ------------------------------- | --------------------- | -------------------------------------- | ----------- | ----------- | ---- |
| Liua                | 26–28 de setembro             | Ciclone tropical categoria 1        | 75 km/h (45 mph)                | 994 hPa (29.35 inHg)  | Ilhas Salomão                          | Nenhum      | 0           |      |
| 02F                 | 11–16 de novembro             | Distúrbio tropical                  | Não definido                    | 1003 hPa (29.62 inHg) | Ilhas Salomão                          | Nenhum      | 0           |      |
| 03F                 | 28 de dezembro – 1 de janeiro | Depressão tropical                  | 55 km/h (35 mph)                | 998 hPa (29.47 inHg)  | Ilhas Salomão, Fiji                    | Nenhum      | 0           |      |
| Mona                | 31 de dezembro – 7 de janeiro | Ciclone tropical categoria 2        | 95 km/h (60 mph)                | 985 hPa (29.09 inHg)  | Ilhas Salomão, Fiji                    | Menor       | 0           |      |
| 05F                 | 31 de dezembro – 2 de janeiro | Distúrbio tropical                  | Não definido                    | 998 hPa (29.47 inHg)  | Rotuma                                 | Nenhum      | 0           |      |
| 06F                 | 3–9 de fevereiro              | Depressão tropical                  | Não definido                    | 994 hPa (29.35 inHg)  | Wallis e Futuna, Fiji, Tonga           | Nenhum      | 0           |      |
| Neil                | 8–10 de fevereiro             | Ciclone tropical categoria 1        | 65 km/h (40 mph)                | 994 hPa (29.35 inHg)  | Wallis e Futuna, Fiji, Tonga           | Nenhum      | 0           |      |
| 08F                 | 10–13 de fevereiro            | Depressão tropical                  | Não definido                    | 996 hPa (29.41 inHg)  | Fiji, Tonga                            | Nenhum      | 0           |      |
| Oma                 | 11–22 de fevereiro            | Ciclone tropical severo categoria 3 | 130 km/h (80 mph)               | 974 hPa (28.76 inHg)  | Ilhas Salomão, Vanuatu, Nova Caledónia | $50 000 000 | 0           |      |
| 10F                 | 11–13 de fevereiro            | Depressão tropical                  | Não definido                    | 996 hPa (29.41 inHg)  | Wallis e Futuna, Fiji                  | Nenhum      | 0           |      |
| Pola                | 23 de fevereiro – 2 de março  | Ciclone tropical severo categoria 4 | 165 km/h (105 mph)              | 950 hPa (28.05 inHg)  | Wallis e Futuna, Fiji, Tonga           |             |             |      |
| Ann                 | 7 de maio – 9                 | Baixa tropical                      | Não definido                    | Não definido          | Ilhas Salomão, Nova Caledónia          | Nenhum      | 0           |      |
| 12F                 | 16–21 de maio                 | Depressão tropical                  | 55 km/h (35 mph)                | 1002 hPa (29.59 inHg) | Nenhum                                 | Nenhum      | 0           |      |
| Totais da temporada |                               |                                     |                                 |                       |                                        |             |             |      |
| 13 systems          | 26 de setembro – 21 de maio   |                                     | 165 km/h (105 mph)              | 950 hPa (28.05 inHg)  |                                        | $50 milhões | 0           |      |

## Ligações externos
- World Meteorological Organization
- Australian Bureau of Meteorology
- Fiji Meteorological Service
- New Zealand MetService
- Joint Typhoon Warning Center